# Merkorios I. Makúrijský
Merkorios I. Makúrijský byl králem Makúrijského království ležícího v Núbii, vládnoucí v letech 697 až přibližně 722. Předpokládá se, že během Merkoriovy vlády Makúrie připojila území sousední Nobatie.
Podle P. L. Shinnieho se první rok Merkoriovy vlády dá zjistit díky podle nápisu na základním kameni katedrály ve Farasu, který je datován do roku 707 a zároveň do jedenáctého roku Merkoriovy vlády. Merkorios nechal také vztyčit nápis v Taifě, který referoval o připojení Nobatie k Makúrii v témže roce.
Jáhen Jan, egyptský křesťan okolo roku 768 ve svých Análech kopských patriarchů nazval „novým Konstantinem“, což podle Shinnieho dokazuje Merkoriovu důležitou roli v núbijské církvi.